# Huelva
Huelva é um município da Espanha na província de Huelva, comunidade autónoma da Andaluzia, de área 149 km² com população de 148 806 habitantes (2009) e densidade populacional de 953,12 hab/km². Segundo dados do Instituto Nacional de Estatística da Espanha tinha a 1 de janeiro de 2010 uma população de 149 310 habitantes.
Huelva está localizada na denominada «Tierra llana», na confluência dos rios Tinto e Odiel.  É capital de província desde 1833 e é cidade desde 1876.
A cidade tem sido ponto de encontro de diferentes culturas e civilizações. Em 2006, numa zona próxima do seminário, encontraram-se restos datados entre 3000 e 2500 a.C., muito anteriores a Tartessos. A descoberta de dois depósitos cilíndricos com cerca de trinta peças de deidades pré-históricas, a maior conhecida até ao momento, situaria na capital onubense «o povoamento continuado mais antigo da Península Ibérica». Apesar disso, os historiadores coincidem ao assinalar o ano 1000 a.C. como o da fundação do núcleo urbano por parte dos fenícios com o nome de Onoba, na parte baixa da atual cidade, e situada extramuros de um enclave tartésio que ocupava  a atual parte alta.
No século XIX, com a compra das minas de cobre do norte da província, produz-se um significativo processo de industrialização e crescimento na cidade que assume um importante crescimento populacional e industrial. De novo, desde o século XX a cidade está também ligada economicamente à indústria química: conta com um amplo polo industrial com indústrias químicas, refinaria de petróleo, metalurgia de cobre, celulose e centrais térmicas, que terão favorecido o desenvolvimento económico da cidade mas também deterioraram o meio ambiente. O setor terciário e o setor pesqueiro são também consideravelmente importantes em Huelva. Pela sua localização perto do Golfo de Cádis tem uma importante frota pesqueira e uma das maiores frotas congeladoras da Espanha.
Ao ser capital de província acolhe os principais serviços públicos da zona tanto provinciais e autonómicos como estatais. Pela sua vinculação à descoberta da América também tem um importante sentimento americanista com ligações periódicas com entidades ibero-americanas.

## História
- Século VIII a.C.: numerosos vestígios testemunham uma civilização do tipo tartessiano que prosperou graças ao comércio de minerais com os fenícios e, no século VII a.C., com os gregos.
- 713: conquista muçulmana: a cidade é chamada Welba, foneticamente próximo de Huelva.
- 1262: a cidade é tomada aos muçulmanos durante as campanhas da Reconquista.
- 3 de agosto de 1492: partida de Cristóvão Colombo do porto de Palos de la Frontera.
- 1873: a exploração das minas de Riotinto, feita por uma empresa inglesa, provoca um forte desenvolvimento da cidade com a construção de caminhos-de-ferro e a afluência de operários ingleses e suas famílias.

## Demografia
| Variação demográfica do município entre 1991 e 2004 | Variação demográfica do município entre 1991 e 2004 | Variação demográfica do município entre 1991 e 2004 | Variação demográfica do município entre 1991 e 2004 |
| --------------------------------------------------- | --------------------------------------------------- | --------------------------------------------------- | --------------------------------------------------- |
| 1991                                                | 1996                                                | 2001                                                | 2004                                                |
| 142547                                              | 140 675                                             | 142 284                                             | 144 369                                             |

## Desporto
O principal clube de futebol da cidade, o Real Club Recreativo de Huelva, foi fundado como Rio Tinto Foot-Ball Club por mineradores ingleses de Rio Tinto em 1878 e com o nome presente em 1889, o que faz dele o mais antigo clube de futebol da Espanha.

## Cultura
Os mais conhecidos artistas naturais ou residentes em Huelva são o poeta laureado com o Nobel da Literatura Juan Ramón Jiménez, o escultor Antonio León Ortega, o escritor Nicolas Tenorio Cerero e o pintor Daniel Vázquez Díaz.